# Juan Andrés Naranjo Escobar
Juan Andrés Naranjo Escobar este un om politic spaniol, membru al Parlamentului European în perioada 1999-2004 din partea Spaniei. 
1. 1 2 3  Deputații în Parlamentul European